# Kristanna Loken
Kristanna Sommer Løken (ur. 8 października 1979 w Ghent) – amerykańska aktorka filmowa i modelka, która zaczęła swoją karierę aktorską w 1996. Oboje jej rodzice pochodzą z Norwegii.
Najbardziej znana z roli cyborga Terminatrix w filmie Terminator 3: Bunt maszyn (2003). Pojawiła się w dziesięciu epizodach serialu Słowo na L (2007), który zadebiutował w styczniu na antenie amerykańskiej stacji Showtime. Grała tam kochankę jednej z głównych bohaterek: Shane – Paige Sobel.

## Życie prywatne
Loken powiedziała w wywiadzie dla magazynu Curve: „Umawiałam się na randki i uprawiałam seks z mężczyznami i kobietami i muszę powiedzieć, że relacje, które miałam z niektórymi kobietami były bardziej satysfakcjonujące, seksualnie i emocjonalnie, niż te z mężczyznami... Łączę to z aurą, energią. I jeśli osoba, z którą się łączę jest kobietą, to po prostu tak jest. To sprawia, że moje życie się toczy”.
17 stycznia 2008 Loken ogłosiła na swojej stronie internetowej, że zaręczyła się z aktorem Noah Danby (z którym grała w serialu Painkiller Jane). Para pobrała się na rodzinnej farmie 10 maja 2008. W wywiadzie opublikowanym 16 listopada 2009 ogłosiła, że są z Danbym w separacji i że jest w związku z kobietą. 13 maja 2015 aktorka ogłosiła, że jest w związku z weterynarzem Jonathanem Batesem. W pod koniec 2015 ogłosiła, że jest w ciąży.
W marcu 2016 podczas 88. ceremonii wręczenia Oscarów pokazała ciążowy brzuch. 31 maja 2016 urodziła syna, którego nazwała Thor Loken-Bates. Dziecko było wcześniakiem.

## Wybrana filmografia
- 2011: Love Orchard jako Karen
- 2011: S.W.A.T.: Miasto w ogniu (S.W.A.T.: Firefight) jako Rose Walker
- 2011: The Legend Of Awesomest Maximus jako Hottessa
- 2010: Zniewolona jako Hope Webster; film TV
- 2009: Darfur jako Malin Lausberg
- 2007: Painkiller Jane jako Jane Vasco
- 2007: Dungeon Siege: W imię króla (In the Name of the King: A Dungeon Siege Tale) jako Elora
- 2006: BloodRayne jako Rayne
- 2004: Pierścień Nibelungów (Ring of the Nibelungs) jako Brunhilda
- 2003: Terminator 3: Bunt maszyn (Terminator 3: Rise of the Machines) jako T-X
- 2002: Ostatni lot (Air Panic) jako Josie